# فريدريك أغسطس بورتر بارنارد
فريدريك أغسطس بورتر بارنارد (بالإنجليزية: Frederick Augustus Porter Barnard)‏ هو لغوي ورياضياتي أمريكي، ولد في 5 مايو 1809 في شيفيلد ‏ في الولايات المتحدة، وتوفي في 27 أبريل 1889 في نيويورك في الولايات المتحدة.

## وصلات خارجية
- فريدريك أغسطس بورتر بارنارد على موقع الموسوعة البريطانية (الإنجليزية)